# Gonoree
Gonoreea (numită și blenoragie) este o boală cu transmitere sexuală (BTS) cauzată de către bacteria Neisseria gonorrhoeae (gonococ). Multe dintre persoanele infectate sunt asimptomatice, și nu prezintă simptomele specifice bolii. La bărbați, simptomele sunt: disuria (senzația de arsură în timpul urinării), secreția din penis și durerea testiculară. La femei, boala se manifestă prin disurie, secreție vaginală și dureri abdominale sau pelviene.